# Kykotsmovi Village
Kykotsmovi Village ist ein Census-designated place im Navajo County im Nordosten des US-Bundesstaats Arizona. Das U.S. Census Bureau hat bei der Volkszählung 2020 eine Einwohnerzahl von 736 ermittelt.
Kykotsmovi Village liegt im Hopi-Indianerreservat. Die Fläche beträgt 43,6 km². Kykotsmovi Village ist auch Hauptort der Indianer-Reservation. Nördlich von Kykotsmovi Village verläuft die Arizona State Route 264.